# けん玉検定
けん玉検定（けんだまけんてい / 英語: Kendama Kentei Test）は、日本の一般社団法人グローバルけん玉ネットワークが運営する、けん玉のテクニックの上達度を測るための検定。

## 概要
けん玉検定は、「ホップ・ステップ・ジャンプ」の考え方で、けん玉のテクニックを段階的に習得でき、小さな子どもからご年配の方まで、誰もがトライできるよう開発した検定（けん玉検定公式サイト参照）。
けん玉の上達度によってクラスが5つに分かれる。
- メダルチャレンジ（小さな子でもできる）
- ベーシック（まずはここから）
- アドバンス（上級者）
- エキスパート（達人レベル）
- マスター（プロ級）

各クラスに、それぞれに3級、2級、1級というレベルがあり、計15段階のレベル分けがなされている。ベーシック3級、ベーシック2級、ベーシック1級、アドバンス3級、と進んでいく。

## 主なルール

### 基本ルール
各級（＝レベル）に、それぞれ5つの技（トリック）が定められており、すべてクリアすることで合格となる。
例として、ベーシック2級には野球、手のせ大皿～けん、小皿～大皿、もしかめ10回、飛行機という5つのトリックがあり、すべてクリアすることで合格となる。

### 合格基準
- 各レベルに定められた5つのトリック（技）を、1から順番にひとつずつ5回中1回成功させること
- どのクラスからスタートするかは受検者の任意
- 各クラスにおいて、「飛び級」は不可　（※3級から順に受検し、合格すると次のレベルに進める）

### 受検可能回数と記録
- 受検は、1日1回まで（合格した場合、それより上のレベルを（複数）受検することは可）
- 判定は各レベルの合否のみ（トリック単位の成功失敗記録については、次回へ持ちこせない）

（例）初めての受検の際、アドバンスからスタート。
- アドバンス3級に不合格となったら、その日はそれで終了（下のクラス＝ベーシックを受け直すことは不可）となる。
- アドバンス3級に合格した場合、そのまま2級へ挑戦することは可。同日アドバンス2級の3つめのトリックまで成功し、4つ目で失敗。次回（翌日以降）はアドバンス2級の1つ目のトリックからスタートとなる。

### 使用けん玉
- 使用するけん玉は問わない。

※皿が3つあり、けん先、玉の穴がそれぞれ1つで、「けん玉」と誰もが認識できる形であること。　　
- 各レベルの受検中、使用できるけん玉は1本。

※別のレベルを受検する際に、けん玉を変更することは可能。

## 注意点
けん玉検定は、日本けん玉協会が実施する「けん玉道級位・段位審査（一般的には認定会と呼ばれる）」とは異なる

## 検定員資格
けん玉検定の検定員資格を得るには、
1. 「けん玉先生」になるか、
2. 中学校を卒業しており、アドバンス以上の合格者で合格証とIDカードを持つこと、

の二通りの方法がある。

### けん玉先生
- 18歳以上、ベーシック3級以上で登録 ＋ 所定の研修「けん玉先生研修講座」を修了した者
- 検定できる範囲：自分の登録級のひとつ上のクラスまで

### アドバンス以上の登録プレーヤー（IDカード保有者のみ）
- 高校生以上、アドバンス3級レベル以上
- 検定できる範囲：自分の登録級のひとつ下のクラスまで

## 記録の公式登録（＝合格証発行）

### 合格証発行の種類
けん玉検定に合格すると合格証の申込みができる（有料・任意）。
合格証には電子版（PDF）と、実物版（賞状＋IDカード）の2種類がある。
合格証発行をすることで、記録が正式登録され、けん玉検定IDが付与される。
けん玉検定IDは各プレーヤーに固有の番号となり、登録された記録はけん玉ワールドカップ等競技大会のレベル分けにも使われる。